# Aduaneros carlistas

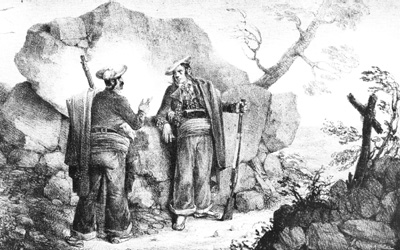
Aduaneros
Álbum de las tropas carlistas del norte

Los Aduaneros carlistas fueron un cuerpo creado por Zumalacárregui al comenzar la Primera Guerra Carlista.
Los individuos que formaban esta tropa carlista estaban encargados del cobro de derechos impuestos sobre varios artículos de consumo. Dependían inmediatamente de las Juntas y posteriormente de los jefes de hacienda civil. 
Durante los primeros años de guerra en que existían casernas y pueblos fortificados en el interior del país, estas pequeñas partidas al mando de oficiales subalternos las bloqueaban y desde entonces tomó celebridad la denominación de "aduaneros" que les daban los bloqueados.
El uniforme era: Pantalón de pana, chaqueta y chaleco de lo mismo, faja encarnada, boina azul con borla blanca y alpargatas. El capote gris en el hombro izquierdo.
El armamento consistía en Canana y carabina. 
La aparición de los aduaneros inspiró a Larra a escribir su jocoso artículo "Nadie pase sin hablar con el portero."
Esta tropa la formó Zumalacárregui "...sacando de los cuerpos algunos oficiales y sargentos de la mejor conducta, prácticos en la tierra y bien relacionados, y dando a cada uno dos o tres soldados de su elección, los destinó a que observasen constantemente las guarniciones cristinas, con la facultad de incorporar a esa fuerza cuantos reclutas se les presentasen. Su principal misión consistía en mantenerse cada cual a la vista de un punto fortificado, interceptar toda comunicación con éste y dar conocimientos de los movimientos de las columnas enemigas.". Zaratiegui, p. 225.
Con el resultado de que "Ni un gato hubiera podido salir de los muros sin que se supiera." Henningsen, p. 90.
Así anotó Uranga en su diario el 2 de septiembre de 1834: "Este día al amanecer se cogió a un paisano que salió de Salvatierra con una bota a por vino, al cual se le pasó por las armas a la tarde." (p. 34).